# 集团军 (中国人民解放军)
中国人民解放军的集团军（美國陸軍訓練與準則司令部译为Group Army），也被称为合成集团军，西方部分学者翻译为合成军 (英語：Combined Corps），是中国人民解放军陆军的军级（英語：Corps）军事编制。